# Vliegtuigramp bij Detmold
Op 26 juni 1963 vond er een vliegtuigramp plaats nabij Detmold in de Duitse deelstaat Noordrijn-Westfalen met een Fairchild C-119 Flying Boxcar van de Belgische Luchtmacht. Het toestel werd per ongeluk neergehaald door het Britse Leger van het militair oefenterrein Sennelager nabij Detmold. Hierbij kwamen 38 Belgische militairen om het leven.

## Context
Eerder die dag waren de militairen van de 13e Compagnie van het 1e Para uit Diest vertrokken met vier Fairchild C-119 Flying Boxcar-toestellen van de Belgische Luchtmacht vanuit Vliegbasis Melsbroek om deel te nemen aan de oefening “Lance One” van de dekkingstroepen van de Belgische strijdkrachten in Duitsland. Hiervoor moest er een sprong uitgevoerd worden op twee droppingszones ten zuiden van Geseke in Duitsland.

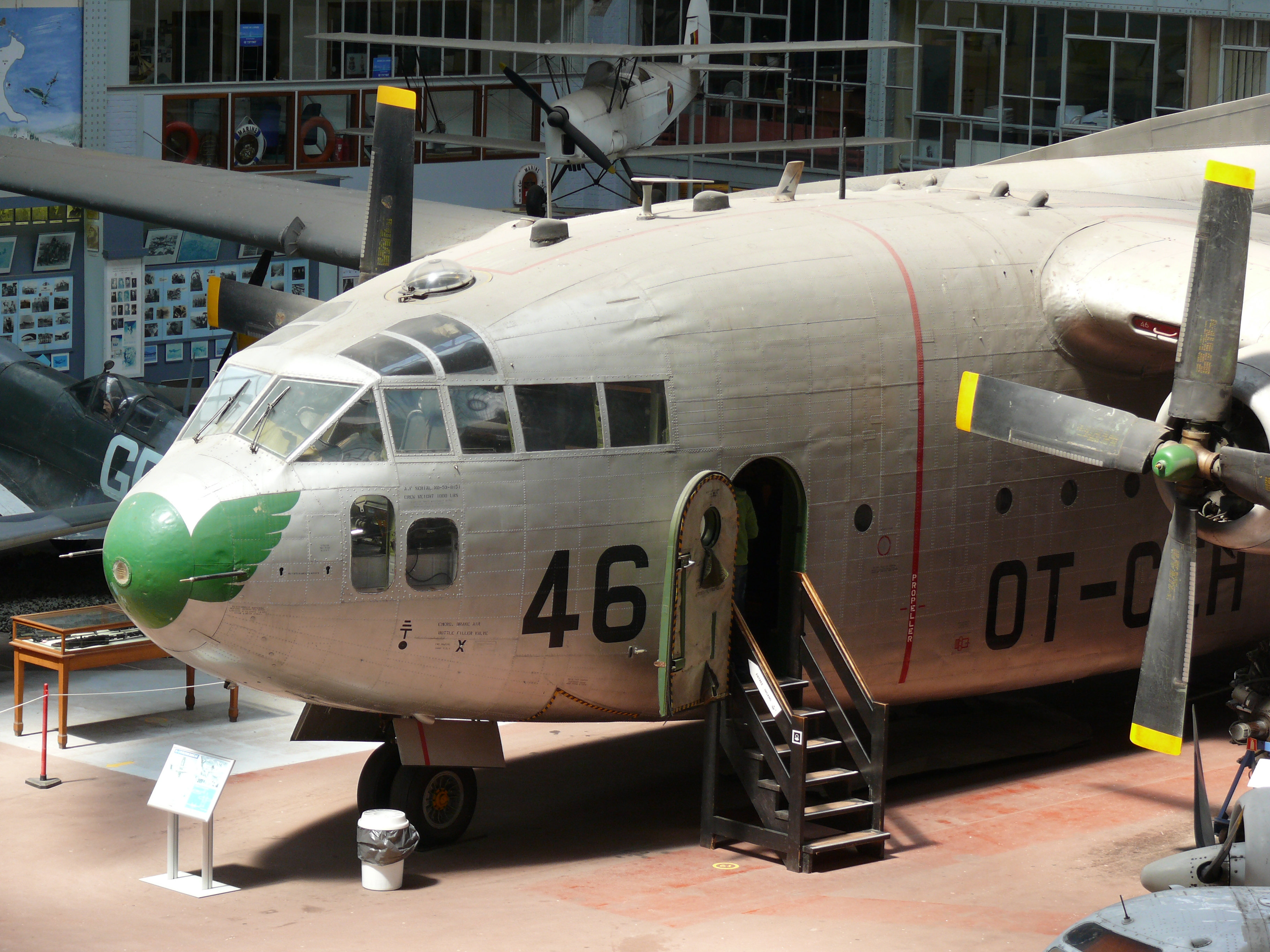
Fairchild C-119 Flying Boxcar van de Belgische Luchtmacht in het Koninklijk Museum van het Leger en de Krijgsgeschiedenis

De weersomstandigheden die dag waren slecht. Hierdoor werd de oefening afgelast toen de militairen al in de vliegtuigen op weg waren naar de droppingzones. Toen de militairen vernamen dat de dropping niet zou doorgaan zetten enkele van hen hun helm af. Kort erna werd het bevel gegeven om de veiligheidsgordels aan te doen om de landing te kunnen inzetten op Gütersloh RAF Station.

## De crash
Toen een van de vliegtuigen om 12:05 boven het militair oefenterrein Sennelager vloog werd de rechtervleugel van het toestel geraakt door een mortiergranaat afgeschoten door het Britse leger. De inslag gebeurde bij de brandstoftanks waardoor de C-119 meteen in brand vloog.
Een van de aanwezige instructeurs, Edmond Chabot, slaagde erin om negen parachutisten uit het vliegtuig te laten springen, alle negen overleefden hierdoor het ongeluk. Zelf liet Chabot het leven tijdens de crash. Edmond Chabot kreeg hiervoor postuum de hoogste Belgische decoratie.
De andere drie toestellen wisten wel veilig te landen op de luchthaven.

## Na de crash
Na de crash werden de negen militairen die wisten te ontkomen uit het neerstortende vliegtuig overgebracht naar Gütersloh. In het hospitaal kregen de overlevenden een medische controle.
Dezelfde dag landde rond 15 uur er een gerechtsploeg op de luchthaven van Gütersloh om het ongeval te onderzoeken. De minister van Landsverdediging Paul-Willem Segers en de commandant van het regiment bezochten de overlevenden in de kazerne van Gütersloh.
De dag erna werden de betrokkenen overgebracht naar het militair hospitaal in Brussel om verder bij te komen van het ongeval.

## Achteraf
Volgens Belgische bronnen zou de oorzaak te vinden zijn bij een artilleriesectie van het Britse leger op Sennelager die besloot om de drie resterende mortiergranaten af te schieten terwijl het bevel gegeven was om vanaf 12 uur het schieten te stoppen. Een van die drie mortiergranaten zou het vliegtuig geraakt hebben.
De Britse minister van Luchtvaart Hugh Fraser meldde op 17 december 1963 in het Britse parlement dat de RAF-luchtverkeersleiding van Gütersloh verantwoordelijk was voor het ongeval. Het vliegtuig werd geleid over het militair oefenterrein van Senne richting de luchthaven Gütersloh RAF Station om er te wachten op betere weersomstandigheden. Op het militair oefenterrein waren schietoefeningen bezig, zodra de vliegtuigen werden gesignaleerd stopte het vuren. Toen was de mortiergranaat echter al afgeschoten.
Een deel van de slachtoffers werd begraven op de begraafplaats naast het vliegveld van Schaffen. Er werd ook een groot betonnen kruis opgericht om de gesneuvelden te herdenken.